# Matthew Pritchard
Pritchard, właściwie Mathew Pryderi Pritchard (ur. 30 marca 1973 w Cardiff) – walijski aktor i osobowość telewizyjna. Był jedną z czterech głównych postaci emitowanego w MTV brytyjskiego programu telewizyjnego Dirty Sanchez oraz serialu komediowego Jaja ze stali.